# 日本基督教学会
日本基督教学会（にほんきりすときょうがっかい、英語: THE JAPAN SOCIETY OF CHRISTIAN STUDIES）は、日本の学術研究団体の一つ。日本最大のキリスト教学関係学会である。

## 概要
「キリスト教を学問的に研究する者が相互の連絡を図ると共に、キリスト教学の発達を期する」ことを目的として、1952年に設立。学術研究団体としての種別は単独学会。日本学術会議協力学術研究団体である。
| 任期            | 所在地                       | 理事長               |
| --------------- | ---------------------------- | -------------------- |
| 1952年          | 青山学院大学                 | 石原謙               |
| 1953年          | 東京女子大学                 | 石原謙               |
| 1954年 - 1960年 | 立教大学                     | 石原謙               |
| 1961年 - 1965年 | 関東学院大学                 | 石原謙               |
| 1966年 - 1969年 | 関東学院大学                 | 管円吉               |
| 1970年 - 1973年 | 京都大学                     | 有賀鉄太郎           |
| 1974年 - 1976年 | 小嶋専務理事宅               | 岸千年               |
| 1977年 - 1983年 | 国際基督教大学               | 中川秀恭             |
| 1984年 - 1990年 | 関西学院大学                 | 城崎進               |
| 1991年 - 1994年 | 上智大学キリスト教文化研究所 | ネメシェギ・ペーテル |
| 1995年 - 1996年 | 上智大学キリスト教文化研究所 | 佐藤敏夫             |
| 1997年 - 1998年 | 東京神学大学                 | 佐藤敏夫             |
| 1999年 - 2002年 | 東北学院大学                 | 倉松功               |
| 2003年 - 2006年 | 青山学院大学                 | 八木誠一             |
| 2007年 - 2010年 | 京都大学                     | 水垣渉               |
| 2010年 - 2014年 | 立教大学                     | 高柳俊一             |
| 2014年 - 2018年 | 関西学院大学                 | 片柳栄一             |
| 2018年 -        | 青山学院大学                 | 近藤勝彦             |